# Tête de Balme
Tête de Balme är en bergstopp i Schweiz.   Den ligger i distriktet Martigny och kantonen Valais, i den sydvästra delen av landet, 110 km söder om huvudstaden Bern. Toppen på Tête de Balme är 2 321 meter över havet, eller 126 meter över den omgivande terrängen. Bredden vid basen är 1,9 km.
Terrängen runt Tête de Balme är mycket bergig, och sluttar norrut. Närmaste större samhälle är Martigny, 11,4 km nordost om Tête de Balme. 
Trakten runt Tête de Balme är permanent täckt av is och snö. Runt Tête de Balme är det glesbefolkat, med 19 invånare per kvadratkilometer.